# Aprionus aquilonius
Aprionus aquilonius är en tvåvingeart som beskrevs av Jaschhof 2009. Aprionus aquilonius ingår i släktet Aprionus, och familjen gallmyggor. Arten har ej påträffats i Sverige.